# Green's Harbour
Green's Harbour is een dorp en local service district in de Canadese provincie Newfoundland en Labrador. De plaats bevindt zich in het zuidoosten van het eiland Newfoundland.

## Geschiedenis
In 1983 kreeg Green's Harbour voor het eerst beperkt lokaal bestuur doordat de plaats een local service district werd.

## Geografie
Green's Harbour ligt aan de zuidwestkust van Bay de Verde, een subschiereiland van Avalon in het zuidoosten van Newfoundland. De plaats ligt aan de oostoever van het meest zuidelijke gedeelte van Trinity Bay, aan de gelijknamige natuurlijke haven. Het dorp ligt aan provinciale route 80 op 1 km ten noorden van Hopeall en 3,5 km ten zuiden van Whiteway.

## Demografie
Demografisch gezien is de designated place Green's Harbour, net zoals de meeste afgelegen dorpen op Newfoundland, aan het krimpen. Tussen 1991 en 2016 daalde de bevolkingsomvang van 799 naar 530. Dat komt neer op een daling van 269 inwoners (-33,7%) in 30 jaar tijd.